# Voicetrack
Een voicetrack is een van tevoren opgenomen stukje tekst, ingesproken door een diskjockey of radiopresentator. Voicetracks worden gebruikt door radiostations om de illusie te wekken dat de dj of presentator ‘live’ aanwezig is tijdens zijn radioprogramma, terwijl dat niet het geval is. 
Het gebruikmaken van voicetracks wordt ook wel voicetracken genoemd. Wanneer voicetracks op een goede manier worden gebruikt in combinatie met onder andere muziek, jingles, reclames en nieuwsbulletins heeft de luisteraar het gevoel dat hij naar een live-uitzending aan het luisteren is. Nadat een voicetrack is ingesproken, wordt deze met behulp van computersoftware tussen de andere programmaonderdelen geplakt en zo uitgezonden. Voor dit proces wordt speciaal voor radiostations ontwikkelde software gebruikt. 
Tijdens het programma ‘Het Beste van Evers Staat op’ op zaterdagochtend op Radio 538, werd bijvoorbeeld vaak gebruikgemaakt van voicetracks. Edwin Evers was dan tijdens de uitzending niet zelf aanwezig in de studio, maar had zijn voicetracks de dag van tevoren opgenomen. Ook zijn opvolger Frank Dane neemt de zaterdageditie van zijn programma op. In het verleden maakte Robert Jensen gebruik van deze techniek.
Regionale en lokale stations in Nederland gebruiken ook veel voicetracks. Vaak hebben zij niet genoeg geld om alle presentatoren live hun programma te laten maken of werken ze uitsluitend met vrijwilligers. Met voicetracks zorgen ze ervoor dat programmamakers aanzienlijke delen van de programmering kunnen vullen zonder dat ze daar veel tijd mee kwijt zijn. Voorbeelden van zenders met een dergelijke constructie zijn WILD FM Hitradio (Noord-Holland) en Radio Decibel (Randstad).
In Amerika worden voicetracks veelvuldig ingezet. Het is erg gebruikelijk dat dj's in grote steden live een programma maken op het station waar ze in dienst zijn, maar tegelijkertijd middels voicetracks te horen zijn op andere zenders. Radiobedrijven in de VS zijn vaak eigenaar van tientallen stations, waarvan de grotere samen gevestigd zijn in één gebouw. Omdat overal dezelfde technische uitrusting wordt gebruikt, is voicetracken een relatief makkelijke en goedkope oplossing. Gevolg is wel dat sommige zenders, met name in kleinere plaatsen, volledig gevuld zijn met voicetracks van dj's uit de grote steden. Ze hebben dan vrijwel geen eigen uitzendingen meer. Populaire shows als American Top 40 en Most Requested Live worden standaard vooraf opgenomen. Presentatoren noemen geen namen van radiostations in hun opnames, zodat hun programma makkelijk te gebruiken is voor verschillende zenders.